# Cathy O’Brien (Autorin)
Cathleen Ann O’Brien (* 4. Dezember 1957 in Muskegon, Michigan) ist eine amerikanische Autorin, die behauptet, ein Opfer des geheimen Forschungsprojektes MKULTRA des amerikanischen Geheimdienstes CIA zu sein. Ihre Behauptungen werden in der wissenschaftlichen Literatur allgemein für eine Verschwörungstheorie gehalten.

## Behauptungen
O’Brien machte ihre Anschuldigungen öffentlich durch ihre beiden Bücher Trance: Formation of America (1995) und Access Denied: For Reasons of National Security (2004), welche sie zusammen mit ihrem Ehemann Mark Phillips herausbrachte. In ihren Erinnerungen, die ihr angeblich unter Hypnose zugänglich wurden, behauptet sie, dass sie mit Hilfe von Elektroschocks, Folter, Drogen, satanistischem rituellem Missbrauch und Hypnose programmiert worden sei und dass diese Methoden eine dissoziative Identitätsstörung absichtlich herbeiführen sollten. Die Programmierung, die sie als Projekt Monarch bezeichnet, sei von Familienmitgliedern und katholischen Priestern an ihr vorgenommen worden, als sie noch ein Kind war. Sie habe auch auslösende Signale beinhaltet, die die andere, inhuman agierende Persönlichkeit in ihr zum Vorschein gebracht hätten, namentlich bestimmte Disney-Filme. O’Brien berichtet ausgiebig von Kindesmissbrauch an sich selbst und ihrer Tochter durch Pädophilenringe, Drogenbarone, hohe Regierungsbeamte und Stars aus der Country-Musik-Szene, die sie als Sexsklavin, was auch Gegenstand ihrer angeblichen Programmierung gewesen sei, benutzten. Unter anderem behauptet sie, von Präsident George H. W. Bush und der damaligen First Lady Hillary Clinton sexuell missbraucht worden zu sein.

## Rezeption
O’Briens Behauptungen werden von seriösen Forschern entweder ignoriert oder als Verschwörungstheorie abgetan, die an die zahlreichen antikatholischen Pamphlete des 19. Jahrhunderts in den USA anknüpfen, in denen angeblich entflohene Nonnen en détail die sexuellen Qualen schilderten, die sie hätten erdulden müssen. Der amerikanische Politikwissenschaftler Michael Barkun macht darauf aufmerksam, dass es keinerlei validen Belege dafür gibt, dass eine Bewusstseinskontrolle, wie O’Brien ihr angeblich ausgesetzt war, jemals funktioniert habe. Auch in der verschwörungstheoretischen Subkultur der Vereinigten Staaten wird ihr nicht durchgängig Glauben geschenkt. Namentlich rechtsextreme White Supremacists greifen O’Briens Behauptungen aber auf und bauen sie in ihre Konstrukte einer angeblichen Neuen Weltordnung ein, in der die freiheitsliebende arische Rasse geknechtet würde.

## Veröffentlichungen
- Cathy O’Brien und Mark Phillips M.: Trance: Formation of America Through Mind Control.  Global Trance Formation Info, 1995 ISBN 0-9660165-4-8
  - deutsch Die TranceFormation Amerikas. Die wahre Lebensgeschichte einer CIA-Sklavin unter Mind-Control. Mosquito-Verlag, Immenstadt 2008 ISBN 978-3-928963-05-3
- Cathy O’Brien und Mark Phillips M.: Access Denied. For Reasons of National Security. Reality Marketing, Incorporated 2004 ISBN 0-9660165-3-X.